# Pilotwings
Pilotwings (パイロットウイングス?) è un videogioco di simulazione del 1990 sviluppato da Nintendo EAD e pubblicato da Nintendo per Super Nintendo Entertainment System. Ideato da Shigeru Miyamoto e prodotto da Hiroshi Yamauchi, il gioco è il primo titolo della serie omonima.

## Modalità di gioco
Pilotwings è uno dei primi videogiochi per Super Nintendo Entertainment System a fare uso del Mode 7. Il simulatore di volo si svolge principalmente su 4 aree di volo, in ognuna delle quali s'impara a pilotare 4 velivoli differenti (biplano, paracadute, jet pack, deltaplano), in due modalità in sequenza, una iniziale e una finale intitolata Expert. Gli istruttori delle 4 aree sono Tony, Shirley, Lance e Big Al. Al termine del gioco dev'essere usato un elicottero da guerra, con cui si devono salvare alcuni ostaggi sull'Isola di Izanu.

## Sviluppo
L'idea di Pilotwings deriva da uno sparatutto in tre dimensioni del 1988, intitolato Dragonfly, dove in origine il giocatore doveva pilotare solo la libellula futuristica del titolo. Dragonfly era stato concepito per mostrare al pubblico le possibilità dei videogiochi a 16 bit, già allora realizzabili in tre dimensioni. Poco prima della pubblicazione del Super Nintendo, il gioco fu mostrato al pubblico in forma di simulatore di volo, e poi evolse in versione definitiva in Pilotwings.

## Colonna sonora
Il tema dell'elicottero da guerra fu composto da Kōji Kondō, anche autore della programmazione musicale, mentre il resto della colonna sonora fu composto dalla pianista giapponese Soyo Oka.

## Sequel ed eredità
Nel 1996 fu pubblicato un sequel in 3D per Nintendo 64 dal titolo Pilotwings 64, sviluppato dalla Paradigm Entertainment. Nel 2011 è stato pubblicato il terzo capitolo, Pilotwings Resort per Nintendo 3DS. Pilotwings è stato successivamente distribuito per Wii e Nintendo 3DS tramite Virtual Console.
Alcuni elementi del franchise sono presenti nella serie Super Smash Bros., in particolare uno dei livelli di gioco di Super Smash Bros. for Wii U è ispirato alla serie di simulatori di volo.